# Liste der Stolpersteine in Bergheim
Die Liste der Stolpersteine in Bergheim enthält Stolpersteine, die im Rahmen des gleichnamigen Kunst-Projekts von Gunter Demnig in Bergheim verlegt wurden. Mit ihnen soll an die Opfer des Nationalsozialismus erinnert werden, die in Bergheim lebten und wirkten.

## Liste der Stolpersteine
| Name                 | Adresse                                                          | Bild | Inschrift | Verlegedatum  | Anmerkung                         |
| -------------------- | ---------------------------------------------------------------- | --- | --- | ------------- | --------------------------------- |
| Josef Wilhelm Erken  | Aachener Straße 8 (um die Hausecke in Königsgasse) · Zieverich · | Bild gesucht Der Benutzer GeorgDerReisende ( Diskussion ) wünscht sich an dieser Stelle ein Bild vom Ort mit diesen Koordinaten 50.951525 6.62592 . Motiv: Aachener Straße 8: der Stolperstein für Josef Wilhelm Erken, die Lage und das Haus Falls du dabei helfen möchtest, erklärt die Anleitung , wie das geht. BW | Hier wohnte Josef Wilhelm Erken Jg. 1911 eingewiesen 1941 Provinzial Heil- Pflegeanstalt Düren 1943 Kloster Ebernach 1943 Kulparkow ermordet | 12. Juni 2025 |                                   |
| Josef Stock          | Am Alten Fließ 8 · Fliesteden ·                                  | Bild gesucht Der Benutzer GeorgDerReisende ( Diskussion ) wünscht sich an dieser Stelle ein Bild vom Ort mit diesen Koordinaten 50.99137 6.73631 . Motiv: Am Alten Fließ 8: die Stolpersteine für die Familie Stock, die Lage und das Haus Falls du dabei helfen möchtest, erklärt die Anleitung , wie das geht. BW    | Hier wohnte Josef Stock ... | 6. Okt. 2021  |                                   |
| Max Stock            | Am Alten Fließ 8 · Fliesteden ·                                  | | Hier wohnte Max Stock ... | 6. Okt. 2021  |                                   |
| Jenny Stock          | Am Alten Fließ 8 · Fliesteden ·                                  | | Hier wohnte Jenny Stock ... | 6. Okt. 2021  |                                   |
| Helena Stock         | Am Alten Fließ 8 · Fliesteden ·                                  | | Hier wohnte Helena Stock ... | 6. Okt. 2021  |                                   |
| Susi Stock           | Am Alten Fließ 8 · Fliesteden ·                                  | | Hier wohnte Susi Stock ... | 6. Okt. 2021  |                                   |
| Wolfgang Stock       | Am Alten Fließ 8 · Fliesteden ·                                  | | Hier wohnte Wolfgang Stock ... | 6. Okt. 2021  |                                   |
| Emma Simons          | Am Berg 1 Oberaußem                                              | Bild gesucht Der Benutzer GeorgDerReisende ( Diskussion ) wünscht sich an dieser Stelle ein Bild vom Ort mit diesen Koordinaten 50.97219 6.68106 . Motiv: Am Berg 1: die Stolpersteine für die Familie Simons, die Lage und das Haus Falls du dabei helfen möchtest, erklärt die Anleitung , wie das geht. BW          | Hier wohnte Emma Simons geb. Brünell Jg. 1880 deportiert 1942 Treblinka ermordet                                                             | 16. Aug. 2022 |                                   |
| Albert Simons        | Am Berg 1 Oberaußem                                              | | Hier wohnte Albert Simons Jg. 1902 deportiert 1941 Łodz/Litzmannstadt 1642 Chelmno/Kulmhof ermordet                                          | 16. Aug. 2022 |                                   |
| Josef Simons         | Am Berg 1 Oberaußem                                              | | Hier wohnte Josef Simons Jg. 1913 deportiert 1942 Maly Trostinec ermordet 24.7.1942                                                          | 16. Aug. 2022 |                                   |
| Rosa Simons          | Am Berg 1 Oberaußem                                              | | Hier wohnte Rosa Simons Jg. 1915 verhaftet 1941 Stutthof deportiert 1942 Treblinka ermordet                                                  | 16. Aug. 2022 |                                   |
| Eva Simons           | Am Berg 1 Oberaußem                                              | | Hier wohnte Eva Simons Jg. 1889 deportiert 1941 Łodz/Litzmannstadt 1942 Chelmno/Kulmhof ermordet                                             | 16. Aug. 2022 |                                   |
| Regina Heidt         | Auenheimer Straße 5 · Niederaußem ·                              | Bild gesucht Der Benutzer GeorgDerReisende ( Diskussion ) wünscht sich an dieser Stelle ein Bild vom Ort mit diesen Koordinaten 50.98467 6.6677 . Motiv: Auenheimer Straße 5: die Stolpersteine für das Ehepaar Heidt Falls du dabei helfen möchtest, erklärt die Anleitung , wie das geht. BW                         | Hier wohnte Regina Heidt geb. Garson Jg. 1882 deportiert 1942 Theresienstadt ermordet 23.4.1944                                              | 6. Okt. 2021  |                                   |
| Jakob Heidt          | Auenheimer Straße 5 · Niederaußem ·                              | | Hier wohnte Jakob Heidt Jg. 1871 deportiert 1942 Theresienstadt ermordet 13.2.1943                                                           | 6. Okt. 2021  |                                   |
| Herman Eckstein      | Fischbachstraße 14 · Quadrath-Ichendorf ·                        | | Hier wohnte Herman Eckstein Jg. 1887 deportiert 1941 Lodz/Litzmannstadt 1942 Chelmno/Kulmhof ermordet Mai 1942                               | 16. Aug. 2022 | verlegt im Gehweg vor der Moschee |
| Karolina Eckstein    | Fischbachstraße 14 · Quadrath-Ichendorf ·                        | | Hier wohnte Karolina Eckstein geb. Simons Jg. 1888 deportiert 1941 Lodz/Litzmannstadt 1942 Chelmno/Kulmhof ermordet Mai 1942                 | 16. Aug. 2022 | verlegt im Gehweg vor der Moschee |
| Herta Eckstein       | Fischbachstraße 14 · Quadrath-Ichendorf ·                        | | Hier wohnte Herta Eckstein Jg. 1913 Flucht 1938 England                                                                                      | 16. Aug. 2022 | verlegt im Gehweg vor der Moschee |
| Rosa Eckstein        | Fischbachstraße 14 · Quadrath-Ichendorf ·                        | | Hier wohnte Rosa Eckstein Jg. 1914 deportiert 1942 Riga 1944 Stutthof Todesmarsch befreit                                                    | 16. Aug. 2022 | verlegt im Gehweg vor der Moschee |
| Manfred Eckstein     | Fischbachstraße 14 · Quadrath-Ichendorf ·                        | | Hier wohnte Manfred Eckstein Jg. 1912 deportiert 1941 Lodz/Litzmannstadt 1942 Chelmno/Kulmhof ermordet Mai 1942                              | 16. Aug. 2022 | verlegt im Gehweg vor der Moschee |
| Isidor Falk          | Klosterstraße 1 · Bergheim ·                                     | | Hier wohnte Isidor Falk Jg. 1882 Flucht Belgien interniert Drancy deportiert 1942 ermordet in Auschwitz                                      | 2. Aug. 2019  |                                   |
| Hilde Falk           | Klosterstraße 1 · Bergheim ·                                     | | Hier wohnte Hilde Falk verh. Korsower Jg. 1909 Flucht Belgien interniert Drancy deportiert 1942 ermordet in Auschwitz                        | 2. Aug. 2019  |                                   |
| Therese Schnog       | Klosterstraße 19 · Bergheim ·                                    | | Hier wohnte Therese Schnog geb. Harf Jg. 1871 deportiert 1942 Minsk ermordet in Maly Trostinec                                               | 2. Aug. 2019  |                                   |
| Gustav Schnog        | Klosterstraße 19 · Bergheim ·                                    | | Hier wohnte Gustav Schnog Jg. 1908 deportiert 1942 Minsk ermordet in Maly Trostinec                                                          | 2. Aug. 2019  |                                   |
| Selma Schnog         | Klosterstraße 19 · Bergheim ·                                    | | Hier wohnte Selma Schnog verh. Hochbrück Jg. 1903 deportiert 1942 Theresienstadt 1944 Auschwitz ermordet                                     | 2. Aug. 2019  |                                   |
| Moritz Schnog        | Klosterstraße 19 · Bergheim ·                                    | | Hier wohnte Moritz Schnog Jg. 1898 Flucht Belgien interniert Mechelen deportiert 1942 ermordet in Auschwitz                                  | 2. Aug. 2019  |                                   |
| Martha Schnog        | Klosterstraße 19 · Bergheim ·                                    | | Hier wohnte Martha Schnog geb. Jülich Jg. 1891 Flucht Belgien interniert Mechelen deportiert 1942 ermordet in Auschwitz                      | 2. Aug. 2019  |                                   |
| Sarah Schnog         | Klosterstraße 19 · Bergheim ·                                    | | Hier wohnte Sarah Schnog verh. Oppenheimer Jg. 1905 deportiert 1942 Minsk ermordet                                                           | 2. Aug. 2019  |                                   |
| Helga Schnog         | Klosterstraße 19 · Bergheim ·                                    | | Hier wohnte Helga Schnog Jg. 1925 Flucht Belgien interniert Mechelen deportiert 1942 ermordet in Auschwitz                                   | 2. Aug. 2019  |                                   |
| Lieselotte Schnog    | Klosterstraße 19 · Bergheim ·                                    | | Hier wohnte Lieselotte Schnog Jg. 1926 Flucht Belgien interniert Mechelen deportiert 1942 ermordet in Auschwitz                              | 2. Aug. 2019  |                                   |
| Frieda Schnog        | Klosterstraße 19 · Bergheim ·                                    | | Hier wohnte Frieda Schnog geb. Baruch Jg. 1913 deportiert 1942 Minsk ermordet in Maly Trostinec                                              | 2. Aug. 2019  |                                   |
| Berta Schnog         | Klosterstraße 19 · Bergheim ·                                    | | Hier wohnte Berta Schnog verh. Buchholz Jg. 1914 Flucht 1939 Belgien interniert Mechelen deportiert 1942 ermordet in Auschwitz               | 2. Aug. 2019  |                                   |
| August Krüll         | Köln-Aachener Straße 89 · Quadrath-Ichendorf ·                   | | Hier wohnte August Krüll Jg. 1899 eingewiesen 1934 Heilanstalt Düren 'verlegt' 18.6.1941 Hadamar ermordet 18.6.1941 'Aktion T4'              | 16. Aug. 2022 |                                   |
| Rosa Simons          | Köln-Aachener Straße 181 · Quadrath-Ichendorf ·                  | | Hier wohnte Rosa Simons geb. Streger Jg. 1885 deportiert 1941 Lodz/Litzmannstadt 1942 Chelmno/Kulmhof ermordet Mai 1942                      | 6. Okt. 2021  |                                   |
| Max Simons           | Köln-Aachener Straße 181 · Quadrath-Ichendorf ·                  | | Hier wohnte Max Simons Jg. 1887 deportiert 1942 Riga ermordet                                                                                | 6. Okt. 2021  |                                   |
| Sally Simons         | Köln-Aachener Straße 181 · Quadrath-Ichendorf ·                  | | Hier wohnte Sally Simons Jg. 1900 deportiert 1942 Riga 1944 Kaiserwald Stutthof ´Todesmarsch´ befreit                                        | 6. Okt. 2021  |                                   |
| Samuel Simons        | Köln-Aachener Straße 181 · Quadrath-Ichendorf ·                  | | Hier wohnte Samuel Simons Jg. 1935 deportiert 1941 Lodz/Litzmannstadt 1942 Chelmno/Kulmhof ermordet Mai 1942                                 | 6. Okt. 2021  |                                   |
| Philipp Simons       | Köln-Aachener Straße 181 · Quadrath-Ichendorf ·                  | | Hier wohnte Philipp Simons Jg. 1934 deportiert 1941 Lodz/Litzmannstadt 1942 Chelmno/Kulmhof ermordet Mai 1942                                | 6. Okt. 2021  |                                   |
| Heinrich Düster      | Kölner Straße 119 · Kenten ·                                     | Bild gesucht Der Benutzer GeorgDerReisende ( Diskussion ) wünscht sich an dieser Stelle ein Bild vom Ort mit diesen Koordinaten 50.95029 6.655146 . Motiv: Kölner Straße 119: der Stolperstein für Heinrich Düster, die Lage und das Haus Falls du dabei helfen möchtest, erklärt die Anleitung , wie das geht. BW     | Hier wohnte Heinrich Düster | 12. Juni 2025 |                                   |
| Heinrich Zehnpfennig | Sebastianusstraße 21 Quadrath-Ichendorf                          | Bild gesucht Der Benutzer GeorgDerReisende ( Diskussion ) wünscht sich an dieser Stelle ein Bild vom Ort mit diesen Koordinaten 50.94097 6.67594 . Motiv: der Stolperstein für Heinrich Zehnpfennig, die Lage und das Haus Falls du dabei helfen möchtest, erklärt die Anleitung , wie das geht. BW                    | Hier wohnte Heinrich Zehnpfennig Jg. 1889 verhaftet 13.6.13938 Gefängnis Farnroda Buchenwald ermordet 25.11.1938                             | 16. Aug. 2022 |                                   |